# Chorismagrion risi
Chorismagrion risi là loài chuồn chuồn trong họ Lestoideidae. Loài này được Morton mô tả khoa học đầu tiên năm 1914.